# 客員教授
客員教授（きゃくいんきょうじゅ）は、大学や研究所などの学術機関に一定期間、非常勤（客員）の大学教員として籍を有する者、またはその職にある者の職位呼称である。同職位として特命教授、特別教授などもあるが呼称の基準は定められていない。定年退職した教授が職位する場合も少なくない。

## 概要
通常は、教授会などの書類審査等で客員教授などとして遇される。社会的に功績のある者、実績を残したアスリート等なら学歴不問の場合も少なくない。 給与を支払う義務も特にないなど個別の法令は存在しない名称上のものである。他の大学教員と同様に、学位がなくても任じることが出来る。
研究・講義などを行い、常勤でないため、大学の教室運営などの業務には基本的には携わらない。
ただし採用基準や任期、処遇や給与に関しては、各大学、研究機関などによって異なる。
多くは単年度契約であることから、基本的には定年などの規定はなく、個別の法令などが存在しない役職である。大学の授業を担当せず、年に数回程度の講演会をするだけの場合もある。
文部科学省は、専門職大学院設置基準などにおいて、「みなし専任教員」の基準を定めているが、同制度により、特命教授、特別教授などの職名が乱立することを懸念しており、職名に対して何らかの例示、基準が必要と考えている。

## 関連するもの
客員教授に関連するものとして、次のものなどがある。
- 客員准教授
- 客員助教
- 客員講師
- 客員研究員
- 名誉客員教授

## 大学教育に係わる一般的な職
- 教授
- 准教授（助教授）
- 講師 - 専任講師 - 非常勤講師
- 助教
- 助手 (教育)